# قطعنامه ۸ شورای امنیت
قطعنامه ۸ شورای امنیت سازمان ملل متحد که در تاریخ ۲۹ اوت ۱۹۴۶ تصویب شد، سندی بین‌المللی دربارهٔ پذیرش افغانستان، ایسلند و سوئد به عنوان اعضای جدید است. این قطعنامه طی نشست ۵۷ام با ۱۰ موافق، ۰ مخالف و ۱ ممتنع مصوب شد.
پس از قطعنامه 6 شورای امنیت ، شورای امنیت درخواست های عضویت در جمهوری خلق آلبانی ، جمهوری خلق مغولستان ، افغانستان ، پادشاهی هاشمیان از تراریجوردان ، ایرلند ، پرتغال ، ایسلند ، سیام و سوئد را بررسی کرد. این شورا به مجمع عمومی توصیه كرده كه افغانستان ، ایسلند و سوئد را به پذیرش بگذارد. توصیه ای برای پذیرش سیام در قطعنامه 13 دسامبر بعد ارائه شد.